# Топ-модель по-британски
Britain's Next Top Model (Топ-модель по-британски или Следующая топ-модель Британии ) — британское реалити-шоу, в котором участницы состязаются за звание «Топ-модели по-британски» и получают шанс начать карьеру в модельном бизнесе. Впервые реалити появилось на канале Sky Living .
Шоу основано на формате Топ-модель по-американски. С 7 сезона в шоу могут принимать участие конкурсантки из Ирландии, после этого проект начал называться «Топ-модель по-британски и ирландски», до 7 сезона шоу называлось «Топ-модель по-британски».
28 октября 2013 года шоу было закрыто.

## Формат
Участницы в течение нескольких недель живут в одном доме, принимая участие в конкурсах, фотосессиях, встречах с представителями индустрии моды. Каждую неделю исключается одна из конкурсанток. Победитель получает контракт с модельным агентством и другие призы.

### Судьи
В настоящее время в жюри входят: Эбби Клэнси, Ники Джонстон и Макс Роджерс. В прошлом в состав жюри входили Лиза Бутчер, Мари Хэлвин, Лиза Сноудон, Пола Гамильтон, Хагги Рагнарссон, Джонатан Фанг, Джерри Дево, Луи Мариетт, Эль Макферсон, Жюльен Макдональд, Грэйс Вудворд, Чарли Спид, Тайсон Бекфорд, Уитни Порт, Данни Миноуг, Пол Скалфор и Хилари Александр. Каждую неделю на совете жюри появляется авторитетный в мире моды гость.

## Таблица сезонов
| Сезон | Премьера         | Победительница                     | Финалистка                                                           | Другие участницы в порядке выбывания | Число участниц | Путешествие                     |
| ----- | ---------------- | ---------------------------------- | -------------------------------------------------------------------- | --- | -------------- | ------------------------------- |
| 1     | 14 сентября 2005 | Люси Рэтклиффангл. Lucy Ratcliffe  | Эдвина Джозефангл. Edwina Joseph                                     | Марина Фаллахи, Клэр Хиллер, Шона Брин, Анна Кент, Хэйли Уилкинс, Мариса Хит, Стефани Джонс, Наоми Тил, Таши Браун, Дженили Харрис                                                         | 12             | Париж Милан                     |
| 2     | 24 июля 2006     | Лианна Фаулерангл. Lianna Fowler   | Эбигейл Клэнсиангл. Abigail Clancy                                   | Иветт Стаббс, Нина Мэлоун, Аша Хибберт, Люси Флауэр, София Прайс, Сэм Джеррард, Тамар Хиггс и Джорджина Эдевор-Торли, Сара Батлер, Эмбер Ниманн, Жасмиа Робинсон                           | 13             | Марракеш                        |
| 3     | 2 июля 2007      | Лорен МакЭвойангл. Lauren McAvoy   | Луиз Уоттсангл. Louise Watts                                         | Дэни Лоуренс, Кристал Хэнкок, Эбигейл Галатия, Натали Нвагбо, Холли Александр Ричи, Карли Томпсон, Шерис Кэмпбелл, Люси Беннетт, Стефани Дакота Уэббер, Ребекка Уайт                       | 12             | Рио-де-Жанейро                  |
| 4     | 21 апреля 2008   | Алекс Эвансангл. Alex Evans        | Кэтрин Томасангл. Catherine Thomas                                   | Софи Робертс, Мусайро Барри, Луиз Хейвуд, Лорен Дональдсон-Стэнли, Линзи Арнотт, Лиза Фаулер, Марта Брэдделл и Лиэнн Нэйгл, Аарон Хант, Шарлотта Дентон, Рэйчел Кэрнс, Стефани Уилсон      | 14             | Кейптаун                        |
| 5     | 20 апреля 2009   | Миша Симсонангл. Mecia Simson      | Софи Самнерангл. Sophie Sumner                                       | Лиза-Энн Хиллман, Лорен Уи, Кейси Уинтер и Хлоя Каммингс, Мэделин Уитли, Хэйли Бьюкенен, Аннализ Дейз, Дейзи Пэйн, Виола Секей, Эшли Браун, Джейд МакСорли                                 | 13             | Рейкьявик Буэнос-Айрес          |
| 6     | 5 июля 2010      | Тиффани Пизаниангл. Tiffany Pisani | Алиша Уайт англ. Alisha White                                        | Ханна Гудив, Рашель Гарри, Сьюзан Лофнан, Харлин Кор Ноттей, Делита Коул, Амбa Хадсон-Скай, Никола Райт, Кирсти Парсонс, Оливия Олдэм-Стивенс, Амелия Томас, Шарлотта Холмс, Джой Макларен | 14             | Аликанте Хардангер Куала-Лумпур |
| 7     | 4 июля 2011      | Джейд Томпсонангл. Jade Thompson   | Юсте Юозапайтитеангл. Juste Juozapaityte                             | Кимберли Спредбери и Джоанн Норти, Уфиома Итодже, Ханна Деван, Эми Вудман и Холли Хиггинс, Таня Михайлович и Стейси Хаскинс, Джессика Абидде, Имоджен Ливер и Анастасия Богатырева         | 13             | Дублин Майами                   |
| 8     | 9 июля 2012      | Летиция Эродангл. Letitia Herod    | Эмма Грэттиджангл. Emma Grattidge                                    | Амелия Рэйвен, Эмма Шарратт, Пенелопа Уильямсон, Тасмин Голдинг, Энн Уинтерберн, Келли Форд, Дженнифер Джойнт, Мэделин Тага, Роксанна О’Коннор, Риссикат Оебаде, Лиза Мэдден, Анита Кошик  | 14             | Дубай Париж Торонто             |
| 9     | 20 июня 2013     | Лорен Ламбертангл. Lauren Lambert  | Эмма Уордангл. Emma Ward Сара Кеннедиангл. Sarah Kennedy             | Кристина Чок, Даниэль Санду, Джесс Паттерсон, Эбигейл Джонс, Лора Янг, Эмили Гарнер, Саффрон Уильямс, Холли Карпентер, Энджел Мбону, Наоми Пелкевич, Софи Эллсон                           | 14             | Барбадос                        |
| 10    | 14 января 2016   | Хлоя Кинанангл. Chloe Keenan       | Джессика Уоркмэнангл. Jessica Workman Энджел Коулангл. Angel Cole    | Жасмин Ходж, Амрин Актар, Алекс Нидхэм, Дженна Макмагон, Меган Брунелл и Джорджия Батлер, Билли Даунс, Лекси Келли, Бетан Соуэрби                                                          | 12             | Загреб Очо-Риос                 |
| 11    | 16 марта 2017    | Оливия Уорделлангл. Olivia Wardell | Дженнифер Маленгейлангл. Jennifer Malengele                          | Анастэйсия Эллис, Эбби Хитон, Виктория Клэй, Элеонор Сиппингс, Талула-Ив Браун, Бьянка Томас, Хлоя Локли-Миддлтон, Симон Мерфи, Таллула Блюбел, Аллана Бэрн                                | 12             | Прая                            |
| 12    | 19 октября 2017  | Айви Уотсонангл. Ivy Watson        | Элеонор Сиппингсангл. Eleonor Sippings Кира Маклинангл. Kira MacLean | Джорджия Мэйсон-Моттрэм, Алисия Грант, Тамсин Хау, Эфи Мунтони-Клементс, Шона Слаттери и Луиза Норткотт, Марта Миллер, Кирра Лиа Уэбб, София Чауки                                         | 12             | Бангкок                         |

## Интересные факты
- Семь участниц, а именно : Жасмиа Робинсон (2 сезон), Луиз Уоттс (3 сезон), Кэтрин Томас (4 сезон), Эшли Браун, Аннализ Дейз, Софи Самнер (все — 5 сезон), Алиша Уайт (6 сезон) - принимали участие в 18 сезоне «Топ-модель по-американски» под названием «Британское нашествие». Победителем стала конкурсантка из Великобритании — Софи Самнер.
- Участница 7 сезона (2011 г.) Юстэ Юзапайтитэ приняла участие в 2014 г. в 5-м сезоне аналогичного шоу - "Топ-модель по-русски" под названием "Международный сезон". В 5-м, "Международном сезоне", Юстэ представляла мигрировавших в Великобританию русских и имеющих русские корни девушек. На этом проекте она заняла 2-е место.